# Juan Gregorio de las Heras
Pour les articles homonymes, voir General Las Heras et Heras.
Juan Gregorio de las Heras (né à Buenos Aires en 1780 et mort à Santiago du Chili en 1866) est un militaire argentin qui participe aux guerres d’indépendance en Amérique du Sud et esr gouverneur de la province de Buenos Aires.

## Biographie
Il combat en tant que résistant contre l'invasion britannique du Río de la Plata (1806–1807), puis s'engage dans l'armée. En 1813, il prend le commandement d'une partie de l'Armée des Andes, remplaçant Antonio González Balcarce. Après le désastre de Rancagua en 1814, il retourne à Mendoza, en Argentine. Il participe également à l'expédition pour la libération du Pérou.
Après son départ de l'armée, il est nommé gouverneur de la province de Buenos Aires par la Chambre des représentants, succédant au général Martín Rodríguez. Il signe un traité avec le Royaume-Uni qui reconnait l'indépendance des Provinces-Unies du Río de la Plata. En 1826, il est remplacé par Bernardino Rivadavia.
À la suite de cela, De las Heras part s'installer au Chili, et il meurt à Santiago du Chili en 1866, à l'âge de 86 ans.